# チャールズ・ウルフラン・コーンウォール
チャールズ・ウルフラン・コーンウォール（英語: Charles Wolfran Cornwall PC、1735年6月15日 – 1789年1月2日）は、グレートブリテン王国の政治家。1768年から1789年まで庶民院議員を、1780年から1789年まで庶民院議長を務めた。在職中に死去したイギリス庶民院議長としては史上初である。

## 生涯

### 初期の経歴
ジェイコブス・コーンウォール（Jacobs Cornwall）とエリザベス・フォーダー（Elizabeth Forder）の一人息子として1735年6月15日に生まれ、その10日後にウィンチェスターの聖トマス教会で洗礼を受けた。両親とも庶民院議員ハンフリー・コーンウォールの曾孫であり、また「チャールズ・ウルフラン・コーンウォール」という名前は父方の祖父チャールズ・コーンウォール提督と母方の曽祖父ウルフラン・コーンウォール海軍大佐の名前からとったものである。1歳のとき（1736年8月8日）、父ジェイコブスが死去した。
名前の由来は2人とも海軍の軍人だったものの、チャールズ・ウルフラン・コーンウォールは法曹界入りに向けて育てられ、1748年にウィンチェスター・カレッジに入学、続いてオックスフォード大学ニュー・カレッジで教育を受けた。1755年にはリンカーン法曹院で学び始めたが、翌1756年に伯父ロバート・ディ・コーンウォールが子供のないまま死去したため、多額の遺産を継承した。そのためか、1757年にグレイ法曹院で弁護士資格免許を得て、1770年にグレイ法曹院の評議員になったにもかかわらず弁護士としての業務はほとんど行わず、代わりに政界入りを選択した。

### 庶民院議長就任までの政歴
コーンウォールの政界入りは親族のチャールズ・ジェンキンソン（コーンウォールの母方の祖母の妹の息子）の助力があってのことであり、1764年8月17日にコーンウォールがジェンキンソンの妹エリザベスと結婚したことで2人の協力関係が強化された。1763年、コーンウォールはジェンキンソンに「最初の目的は議会での議席であり、それがなくては公的機関と関わらない」と手紙で述べたが、後に説得されてドイツとの貿易収支の調査委員に就任した。コーンウォールは1763年から1765年まで委員を務め、財政の手続きに関する知識を習得した。
調査委員を離任した後、コーンウォールは政界におけるジェンキンソンとの関係を薄め、ロッキンガム侯爵やシェルバーン伯爵の党派に移った。シェルバーン伯爵は1768年イギリス総選挙でコーンウォールにグラムパウンド選挙区の議席を用意した。議員に就任したコーンウォールは野党の一員としてたびたび政府に反対する演説をし、特に東インド政策に特化した。1773年、ノース卿からベンガルでイギリス東インド会社の活動を監督する官職への就任を打診されたがそれを辞退した。
アメリカ独立革命の勃発にあたり、多くの野党議員は政府の対応を批判したが、コーンウォールは1774年4月19日に議会で「アメリカが必ずするように言われてそれをするか、アメリカが必ずしないように言われてそれをやめると、私たちは母国の名に泥を塗ってしまう」（We ill hold the title of mother country if we are to do what America says we must do, or desist from doing what America says we must not do.）と演説して政府の対応を支持した。野党との意見の相違、さらに500ポンドの年金（2023年時点の£80,000と同等）、大蔵卿委員会の官職（下級大蔵卿）への就任打診が原因となり、コーンウォールは1774年に反対側につき、政府の一員になった。続く1774年イギリス総選挙では大蔵省の手中にある腐敗選挙区のウィンチェルシー選挙区に鞍替えして当選した。以降1784年まで同選挙区の議員を務め、1784年イギリス総選挙で隣のライ選挙区に鞍替えした。下級大蔵卿には1774年に就任、1780年まで務めた。
1775年、コーンウォール家が10世代もの間所有したベリントンを庶民院議員トマス・ハーレーに売却した。その後、ハーレーはケーパビリティ・ブラウンにベリントン・ホールの立地選びを依頼、建築家ヘンリー・ホランドにベリントン・ホールの改築を依頼した（1783年完成）。
1780年9月22日、北トレント巡回裁判官という賃金100ポンド（2023年時点の£17,000と同等）の閑職に任命され、1789年まで務めた。

### 庶民院議長として
庶民院議長フレッチャー・ノートン（在任：1770年 – 1780年）は1777年に国王ジョージ3世へのあいさつの演説でジョージ3世の怒りを買ったため、1780年イギリス総選挙の後に議会が開会すると、政府はノートンの反対を押し切り、ノートンの健康の悪化を理由にその更迭を決定した。ジョージ・ジャーメインがコーンウォールを推薦し、ウェルボア・エリスも賛成すると、コーンウォールは1780年10月31日に議長に当選した。ジョージ3世も「議長の職に向けた、品行方正な人物」とコーンウォールを賞賛し、コーンウォールは直後の1780年11月8日に枢密顧問官に任命された。
議長の在任中、長い弁論に飽きたときはオールド・パレス・ヤードのベラミーズ（Bellamy's）から取り寄せたポーターを飲んで過ごした。この一風変わった習慣は『ロリアード』で「おお、悲しい運命よ！長い弁論にも永遠に座らなければならず、自然の摂理に強いられて、時には空にし、時には満たすときを除いて。」「岩につながれた、寂しいプロメーテウスと同じく」「救いを求めて、無駄にも時計を見て」「ポーターの気つけ効果も無駄に終わり」「そして、強欲で恐ろしいマオンが現れ、更に残忍に彼の耳を引きちぎる」などと風刺された。
1786年2月27日、ポーツマスとプリマス防御工事をめぐる政府の議案で賛成票と反対票がともに169票で並ぶと、コーンウォールはキャスティング・ボートで反対票を投じた。後にデニソン議長の規範として知られるようになる慣習の例となった。
議会の閉会中はウィンチェスター近くの聖十字救貧院の院長邸宅で過ごした。すぐ近くのプライアーズ・バートン（Priors Barton）にも自宅があったものの、議長の随行員と一緒に住むには小さすぎたための処置であった。

### 急死

聖十字救貧院、2018年撮影。

コーンウォールは在職中に死去したイギリス庶民院議長としては史上初である。最後に議長の職務をとった1788年12月29日の後、「やや熱が出ている風邪」を患い、2日間議会を欠席したが、すぐに復帰するものと思われた。その後、1789年1月2日には『庶民院日誌』（Commons Journal）で「庶民院秘書は議長氏が今朝亡くなったことを議会に知らせた」との記録がある。検死が行われ、「胃袋の中に多くの冷たい水が発見され、鎖骨の一本が曲がって肺に刺さり、それが膿瘍を形成して死に至らしめた」との結論が出た。
死後、聖十字救貧院のチャペルに埋葬され、彫刻家ジョン・フランシス・ムーアによる記念碑が立てられた。遺産の大半は妻エリザベスに一代限りで相続され、エリザベスが1809年3月8日に没すると、2人の間に子供がいなかったため遠戚のサー・ジョージ・コーンウォール（妻キャサリンがコーンウォール家分家の出身）の子女がその遺産を相続した。

## 評価
ナサニエル・ラクソールは回想録でコーンウォールの大酒飲みを批判しつつ、「コーンウォールは朗らかな声、男らしく堂々とした風采、威厳のあるふるまいという、議長職に光彩を添える身体能力を全て有していた」と記述した。オックスフォード英国人名事典によると、コーンウォールは「卓越した議長ではなかったものの、議論に頻繁に介入し、博識さ、進取性と判断力を示した。彼は議院内では許されない行動をした議員を呼び出してその責任を負わせ、1783年5月にはクエスチョン・タイム（国会質疑の時間）の創設を許可するなど手続きに関する裁定を下した」という。